# Храм Новомучеников и Исповедников Российских (Железнодорожный)
Храм новомучеников и исповедников Российских  — православный храм Балашихинского благочиния Балашихинской епархии. Храм расположен в г. Балашиха Московской области (мкр. Кучино, улица Южная, д. 3А). Главный престол освящен в честь святых новомучеников и исповедников Российских.

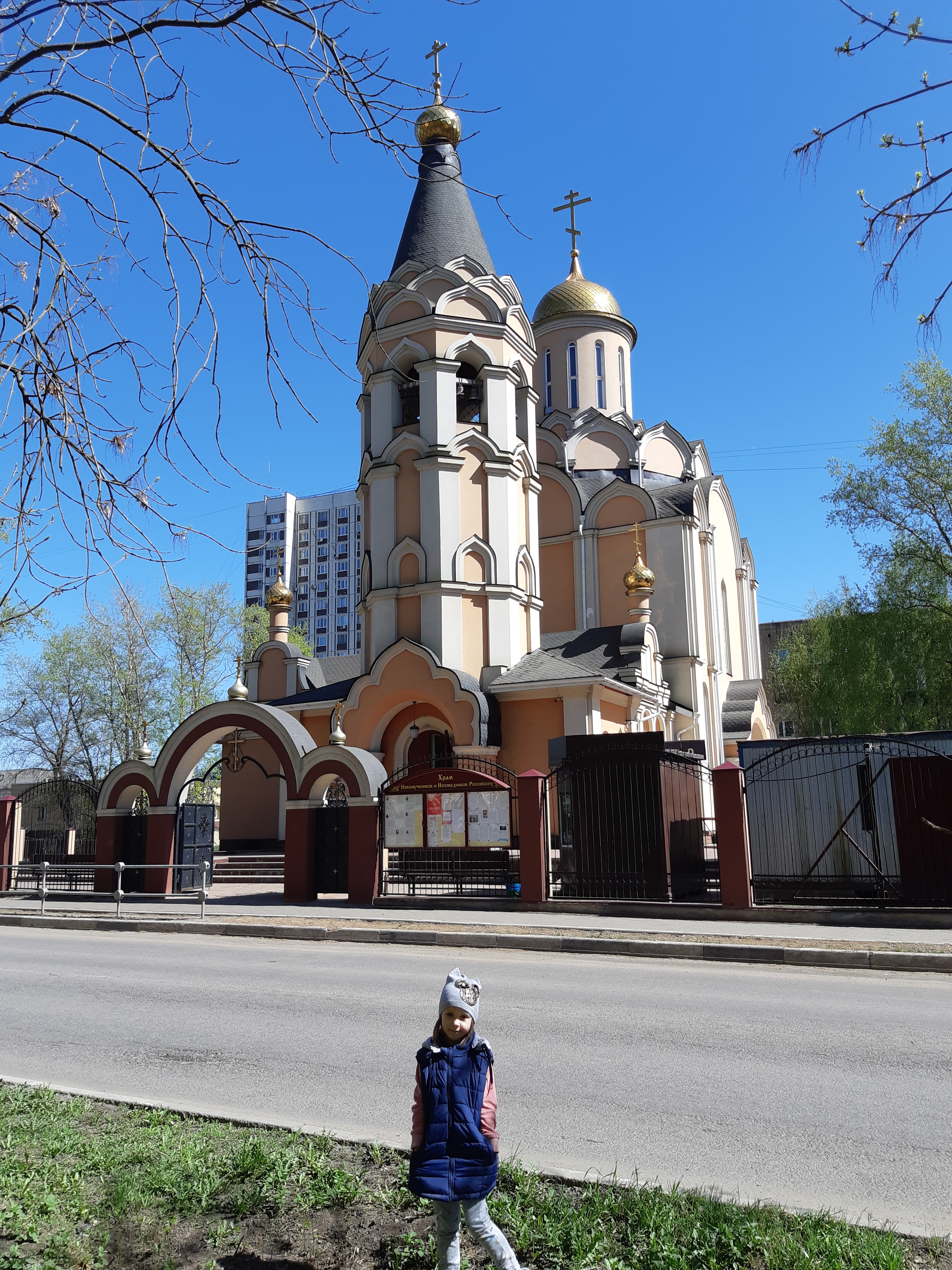
Храм Новомучеников и Исповедников Российских (Железнодорожный). Кучино 2019.

## История
Храм Новомучеников и исповедников Российских в микрорайоне Кучино г. Балашихи ведет историю с XVII века, когда в переписных книгах 1623—1624 гг. деревня Кучино была приписана к селу Соколову, где находилась «церковь деревянная Николы Чудотворца».
В 1999 году по благословению митрополита Крутицкого и Коломенского Ювеналия в г. Железнодорожный была зарегистрирована православная община храма в честь Новомучеников и исповедников Российских, пострадавших за веру во Христа в XX столетии.
В 2001 году по благословению Митрополита Крутицкого и Коломенского Ювеналия в г. Железнодорожный была зарегистрирована православная община храма в честь Новомучеников и исповедников Российских. Силами общины издается приходской листок, прихожане ездят в паломнические поездки по святым местам. В этом же году настоятелем храма назначен священник Александр Николаевич Федосеев.
В 2002 году администрация г. Железнодорожный выделила участок земли под строительство храма. С помощью благотворителей началось строительство деревянного здания, которое было закончено в 2003 г. Рядом с деревянным храмом в 2003 г. был заложен новый каменный храм. Работы по строительству велись под наблюдением и по проекту архитектора Москвы Л. В. Головачевой. Работы по строительству велись по проекту архитектора г. Москвы Л. В. Головачевой. Генеральный план разработан с учётом застройки городского массива. В основу архитектурного решения строящегося каменного храма положен принцип формирования объёма церкви в духе Московской архитектуры XVI—XVII веков. В объемной структуре здания доминирует бесстолпный «четверик» храма, завершаемый круглым световым барабаном со шлемовидной главой и крестом. Высота храма до верха центральной главы — 24 метра, высота до верха шатра колокольни — 21 метр. В постройке храма помогали предприниматели из Москвы и Люберец, а также члены Ассоциации воинов-интернационалистов и люберецких спортивных обществ.
В середине 2015 года строительство кирпичного храма было закончено и начаты регулярные богослужения. 17 июля 2015 года епископом Балашихинским Николаем было совершено освящение храма. С Пасхи 2016 года богослужения в храме проводятся ежедневно утром и вечером.
При храме работает воскресная школа, занятия для детей и взрослых проходят по субботам и воскресеньям. В воскресной школе работают кружки: детского хорового пения, рукопашного боя и классического танца, рисования, рукоделия.

## Духовенство
- Настоятель — Священник Андрей Куклин, 1981
- Священник Максим Борисович Бойко, 1991 г.р.
- Священник Андрей Владимиров, 1975
- Диакон Иоанн Юдаев, 1996

## Архитектурные особенности
Генеральный план разработан с учётом застройки городского массива. В основу архитектурного решения строящегося каменного храма положен принцип формирования объёма церкви в духе Московской архитектуры XVI—XVII веков. В объемной структуре здания доминирует безстолпный «четверик» храма, завершаемый круглым световым барабаном со шлемовидной главой и крестом. Высота храма до верха центральной главы — 24 метра, высота до верха шатра колокольни — 21 метр.

## Святыни
В храме находится чтимая икона Святых Царственных Мучеников, у которой регулярно совершаются Богослужения с чтением акафиста Святым Царственным Мученикам. Также здесь расположена икона св. праведного воина Феодора Ушакова с частицей его святых мощей. В украшенном ковчеге находятся частицы святых мощей угодников Божиих:
- прп. Амвросия Оптинского;
- прп. Иосифа Оптинского;
- прп. Льва Оптинского;
- прп. Анатолия Оптинского (Потапова);
- прп. Нектария Оптинского;
- прп. Макария Оптинского;
- прп. Варсонофия Оптинского;
- прп. Моисея Оптинского;
- свт. Филиппа, митр. Московского;
- свт. Иннокентия, митр. Московского;
- свт. Иона, митр. Московского;
- прмц. вел. кн. Елисаветы;
- сщмч. Владимира, митр. Киевского и Галицкого;
- свт. Тихона Задонского;
- прп. Германа Зосимовского;
- священноисповедника Афанасия Ковровского;
- прп. Алексия Зосимовского;
- прп. Саввы Сторожевского;
- прп. Феодора Санаксарского;
- архим. Александра, игум. Санаксарского.